# Quéribus (hrad)
Quéribus je hrad či spíše zřícenina hradu ve Francii typu donjon asi 30 kilometrů západně od Perpignanu u vsi Cucugnan na skalnatém ostrohu v nadmořské výšce 728 m. Quéribus patří mezi pět synů carcassonských (čtyři další hrady Peyrepertuse, Aguilar, Puilaurens, a Termes). Jednou z prvních královských pevností byla Carcassonne, jejíž stavba byla zahájena v roce 1240, a pak následovala stavba linie obranných hradů zvaná pět synů carcassonských.

## Poloha
Hrad se nachází na jihovýchod od pevnosti Carcassonne, která dominuje oblasti Languedoc-Roussillion. Je postaven na úzkém skalnatém vrcholu vysoko nad okolní krajinou, aby ji měl pod kontrolou. Hrad byl jedním z obranných bodů katarské země. Byl postaven v jedenáctém století a v roce 1241 poskytl azyl zbytkům Katarů, kteří zde odolávali až do roku 1255.

## Popis
Hrad se skládá ze tří odstupňovaných celků, které zabezpečovaly obranu hradu. K obraně pevnosti stačilo patnáct až dvacet mužů. Pro nedostatek vody nemohl zajistit přežití více vojáků.

## Historie
Hrad byl postaven v 11. století, první písemná zmínka pochází z roku 1020, kdy patřil hrabatům z Besalú. Hrad se proslavil především jako jedno z hlavních center katarského odporu proti křižákům. Roku 1255 se stal dokonce posledním katarským útočištěm.
V roce 1255 byl jedním z hradů francouzské obrany hranic s Aragonií. V roce 1258 byly stanoveny hranice mezi Francií a Aragonií jižně od Corbières poblíž hradu. Hrad se tak stal součástí francouzskému obrannému systému. Je jedním z pěti synů Carcassonne: Quéribus, Aguilar, Peyrepertuse, Puilaurens a Termes.
Během třináctého a čtrnáctého století francouzští králové přestavěli a posílili obrannou funkci hradu. V roce 1659 hrad ztrácí strategický význam po podpisu Pyrenejské smlouvy, která definitivně stanoví francouzsko-španělskou hranici. Posádka je zde ještě několik desítek let udržována.
Technický stav hradu se během staletí zhoršoval až do roku 1951, odkdy se postupně obnovuje. Mezi lety 1998 a 2002 došlo ke kompletní rekonstrukci hradu.

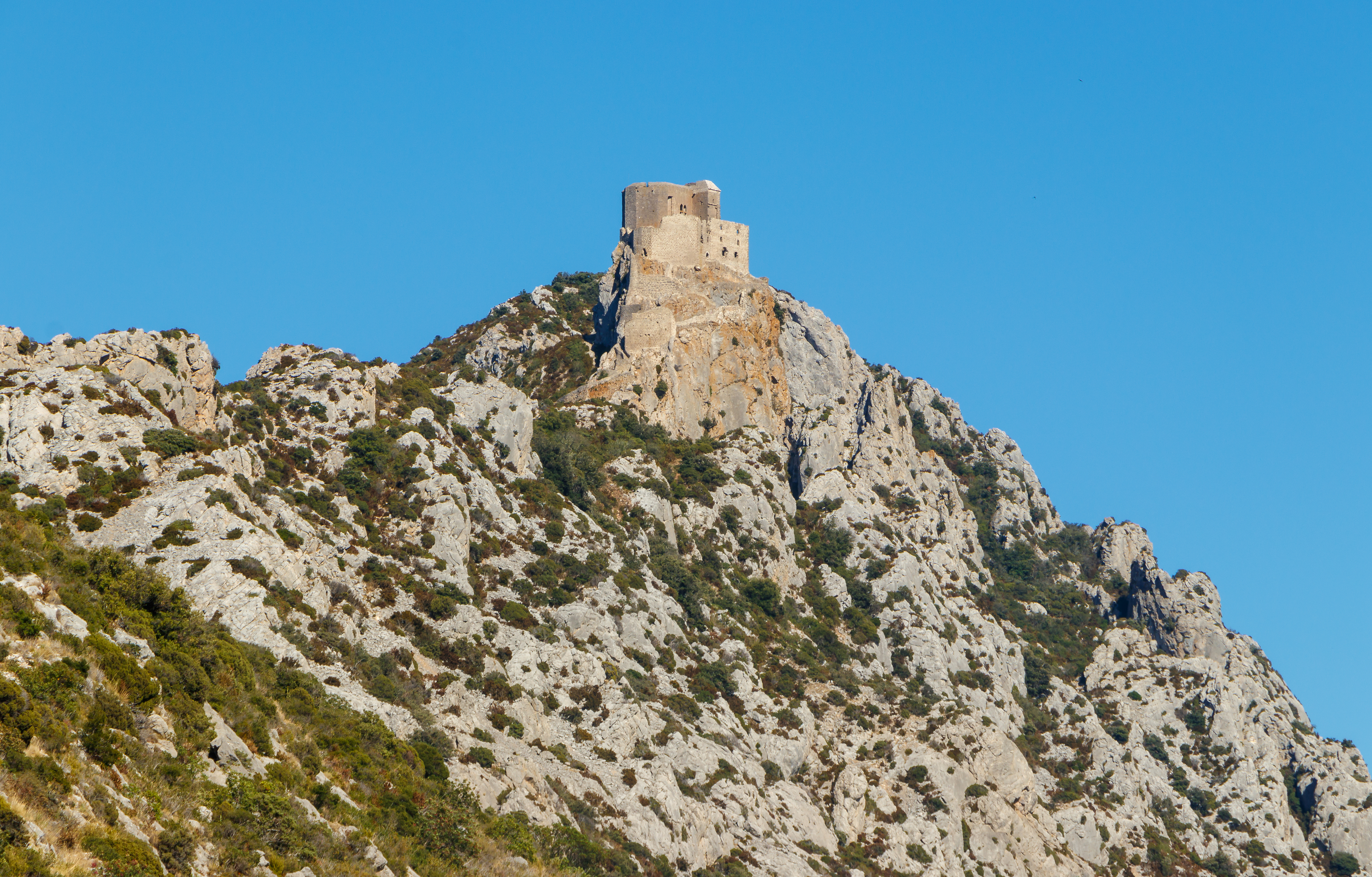
Hrad na vysokém ostrohu
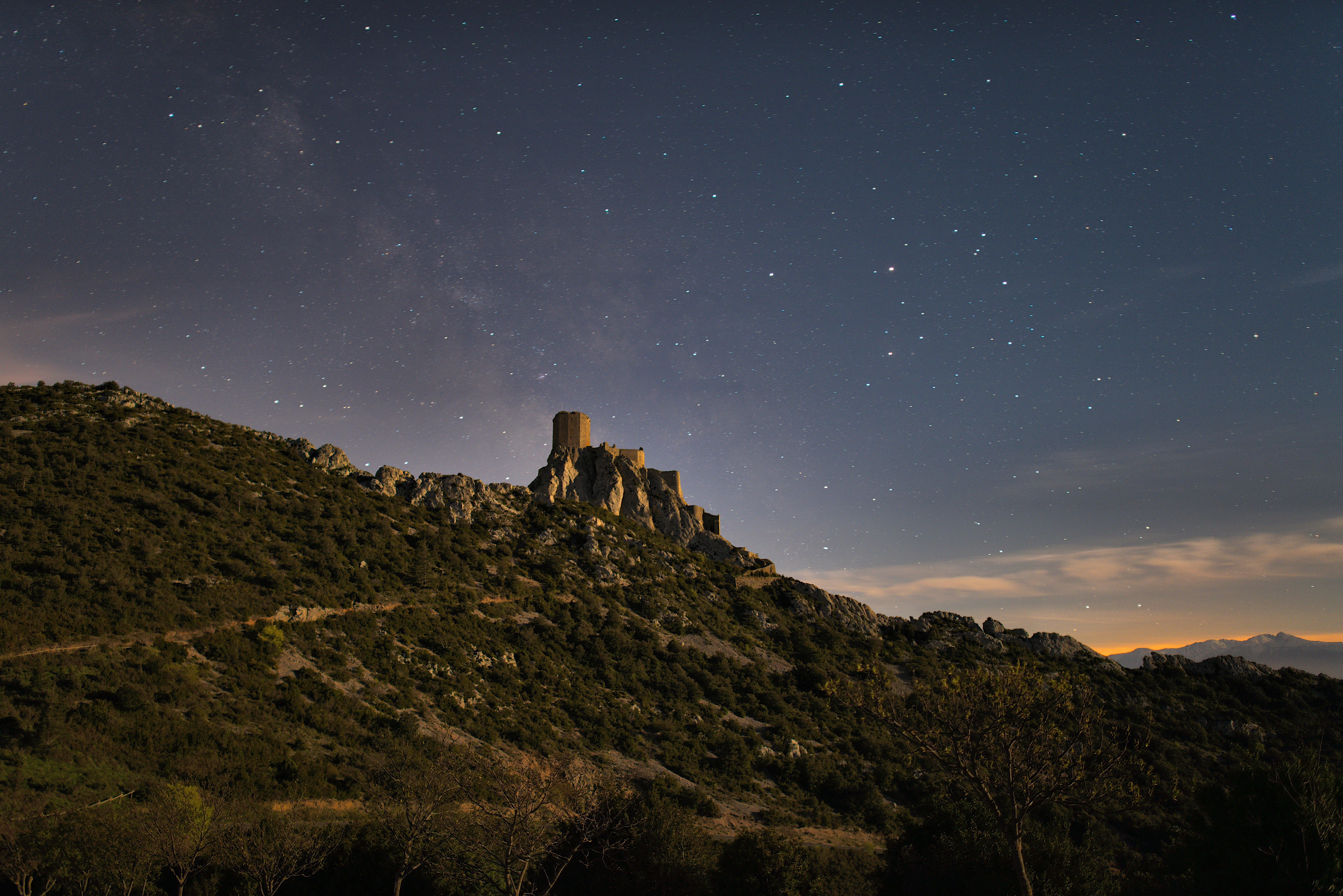
noční pohled na hrad
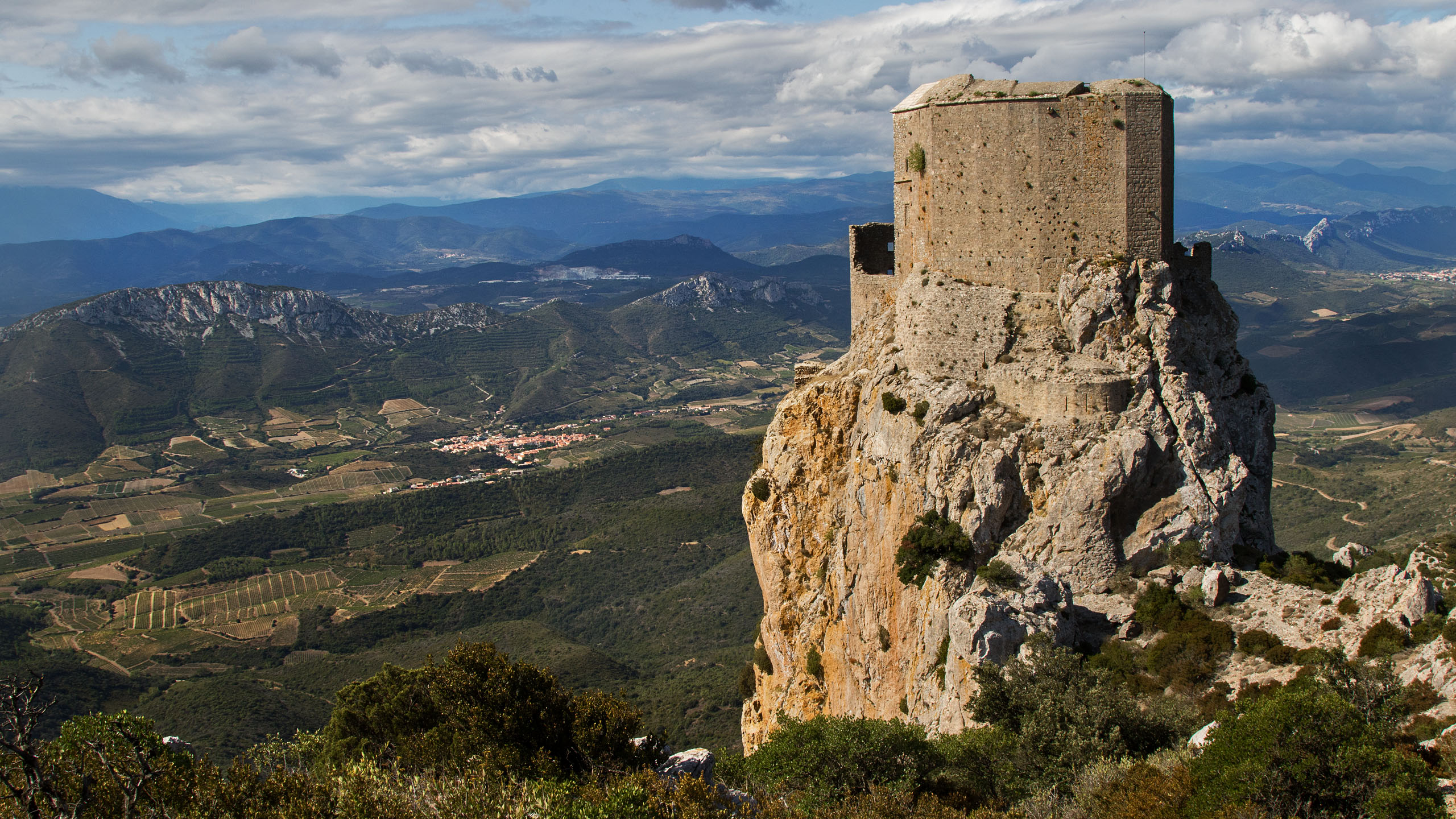
Quéribus
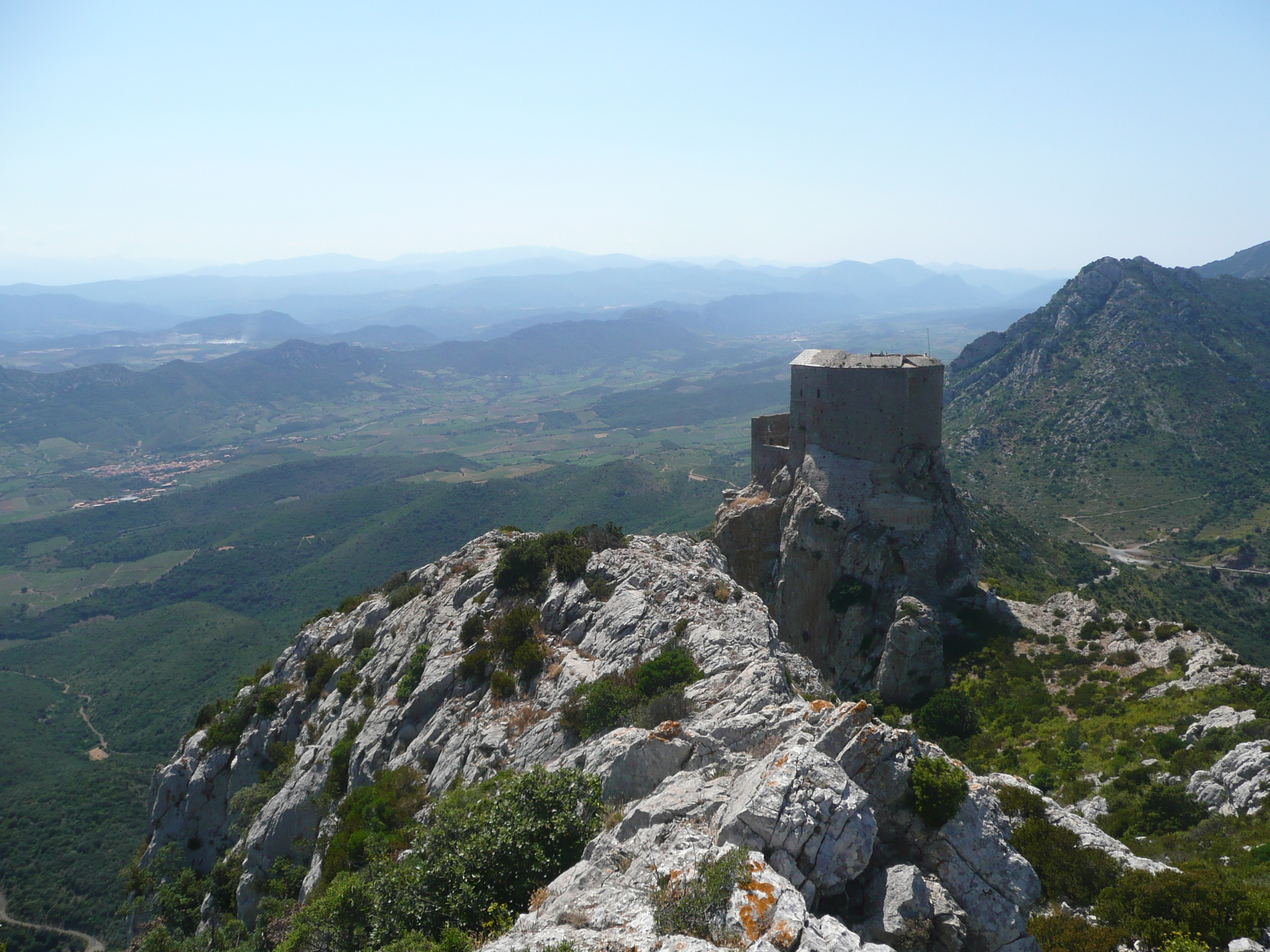
hrad na skalnatém ostrohu.
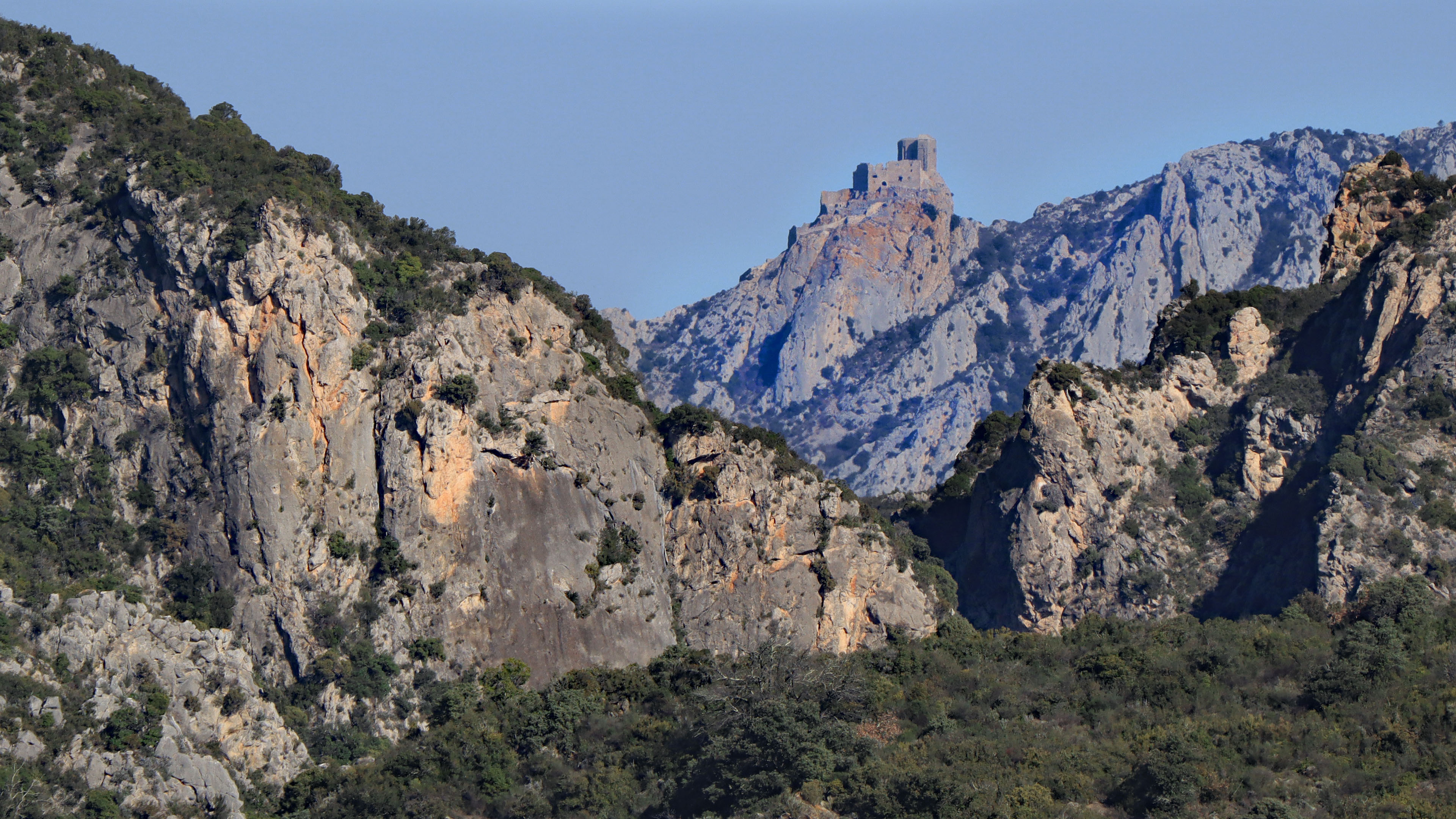
pohled na hrad od jihu přes gorges de Tremoine
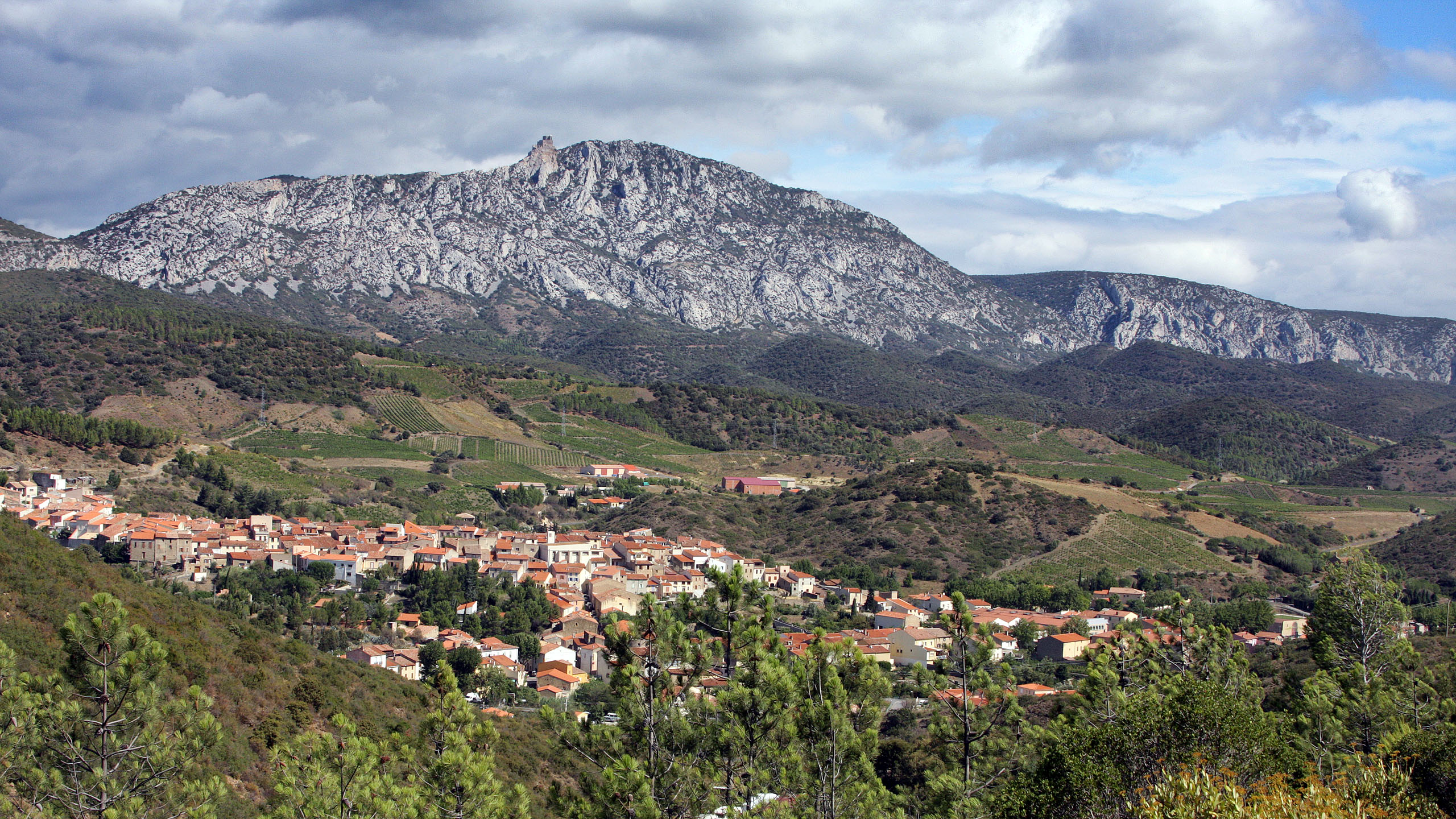
pohled na hrad přes venici Maury
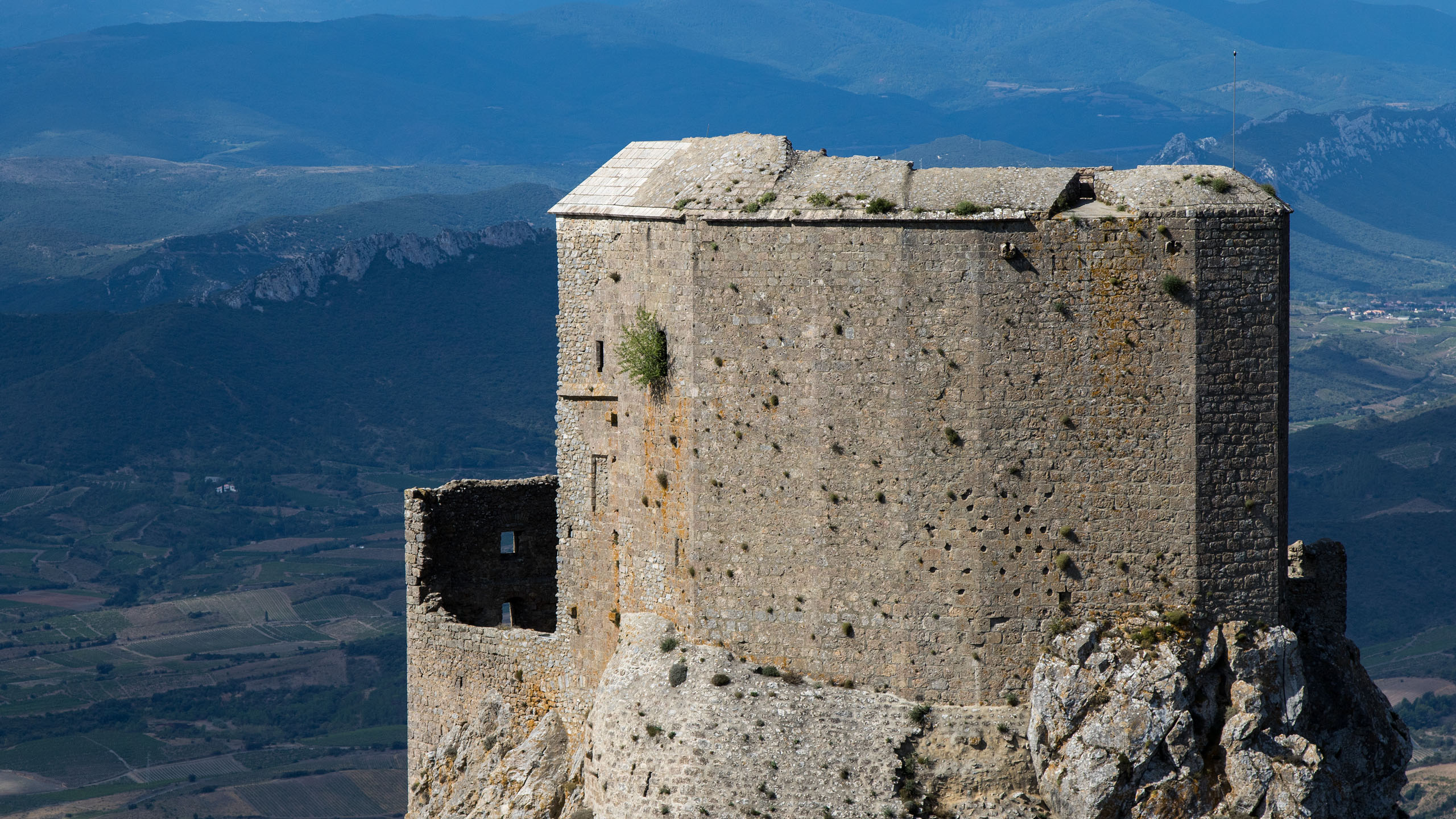
Donjon
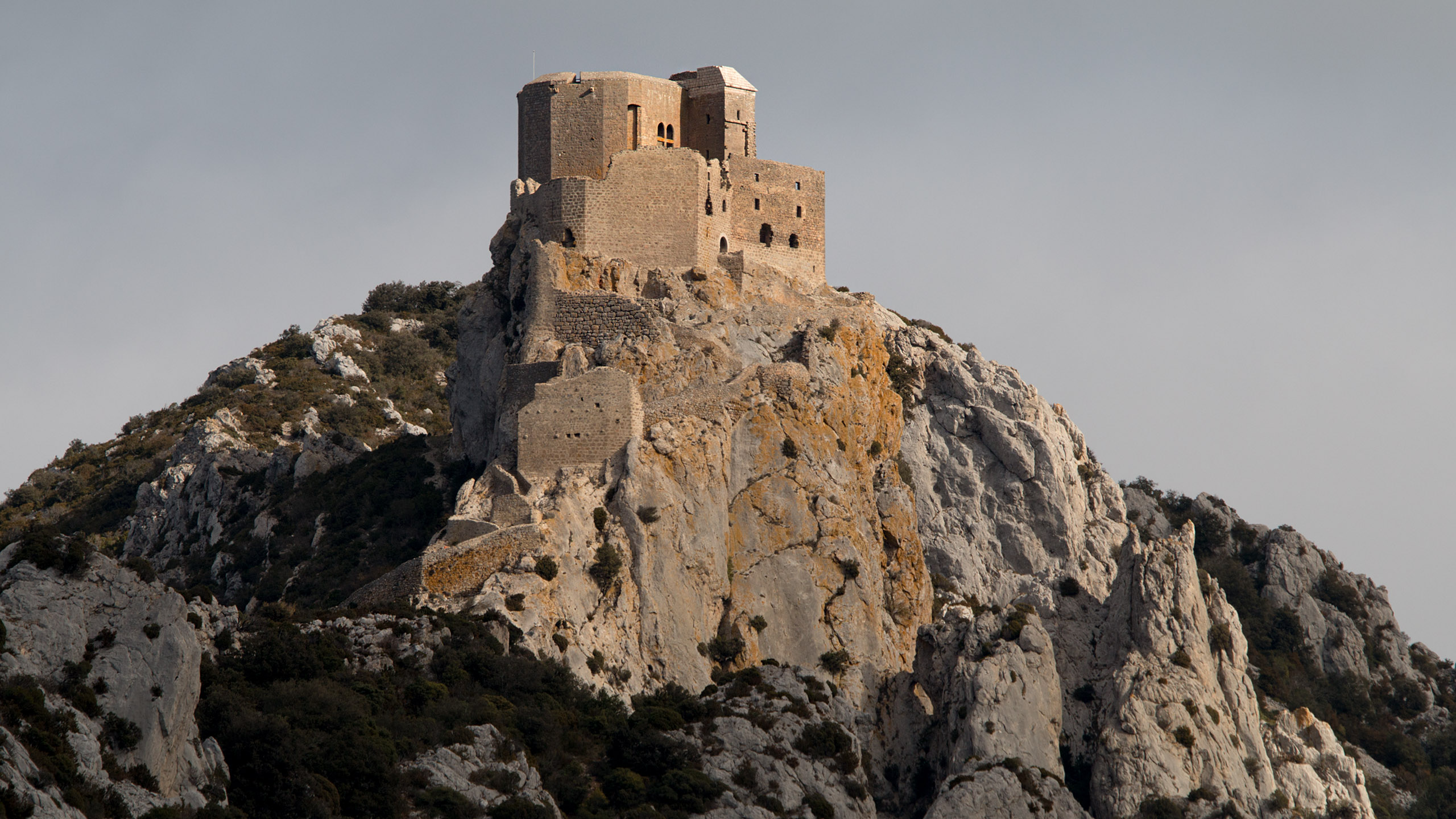
Hrad v zlatavém světle
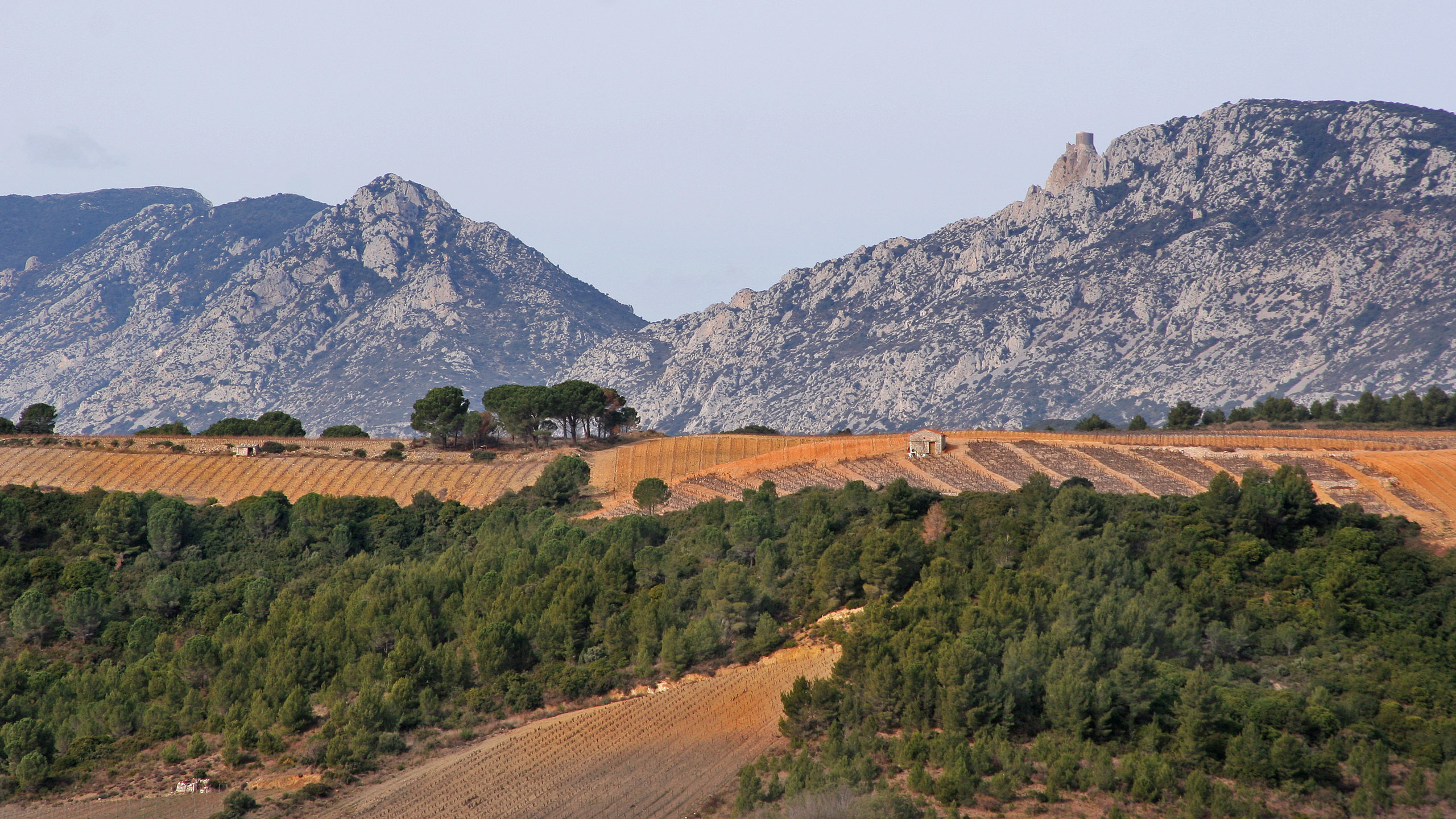
hrad při pohledu od vesnice Maury
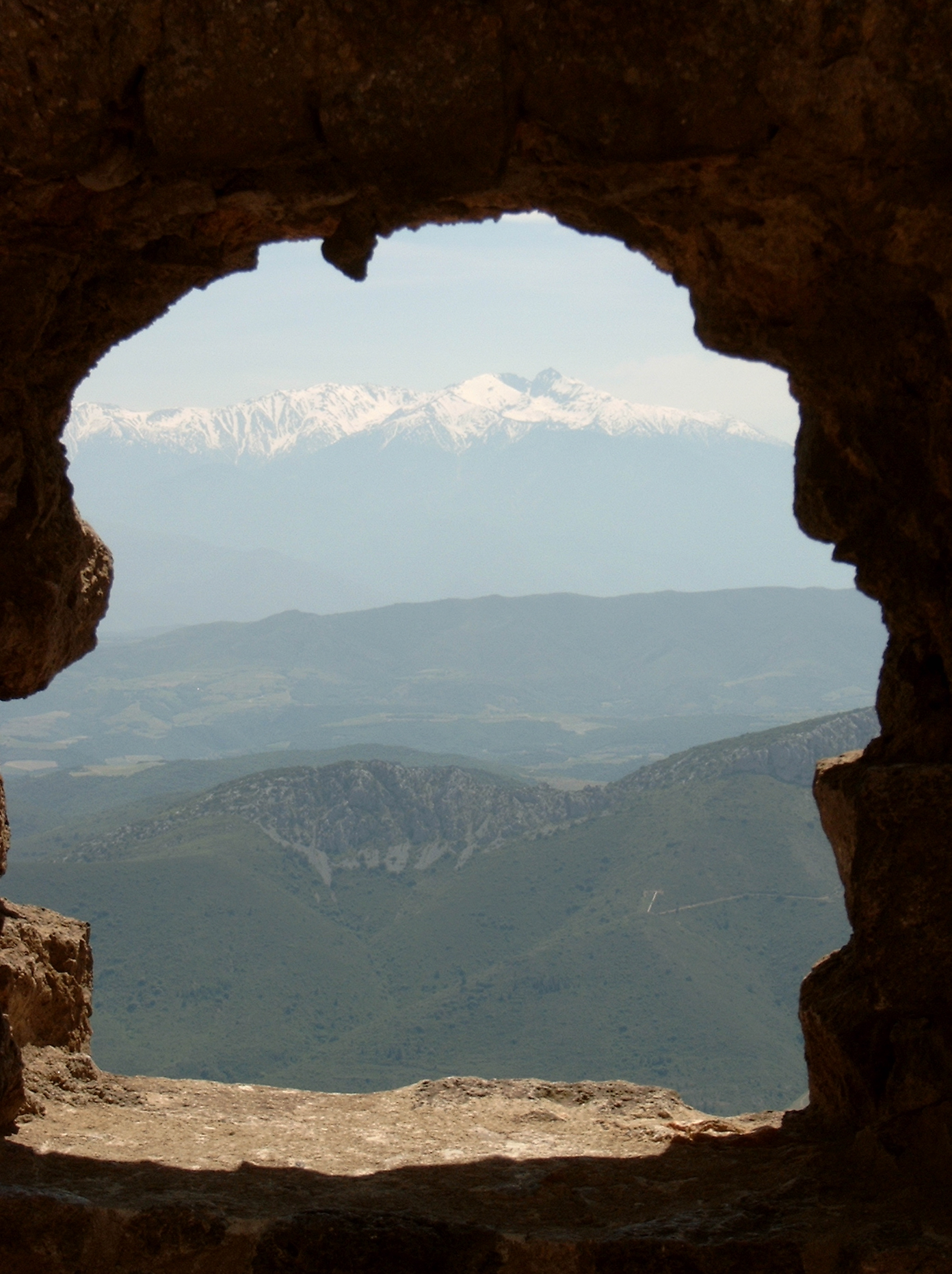
Vyhlídka na Mont Canigou